# Owen Campbell
Owen Campbell (9 giugno 1994) è un attore statunitense.
Ha recitato da protagonista nei film As You Are e Super Dark Times, oltre a interpretare ruoli di primo piano nelle serie TV The Americans e Crank Yankers.

## Biografia
Cresciuto a Brooklyn, Campbell inizia la sua carriera di attore durante l'adolescenza debuttando nel 2008 in un episodio della serie televisiva Law & Order - Unità vittime speciali. Nel 2009 ottiene il suo primo ruolo minore in un film, recitando al fianco di Carrie Fisher in White Lightnin'. Nel 2010 interpreta il suo primo ruolo di rilievo nel film Bitter Feast. Nel 2014 ottiene il ruolo di Jared Connors nella serie TV The Americans, risultando dunque uno dei personaggi principali durante un arco narrativo di 6 episodi. Nel 2016 che ottiene il suo primo ruolo da protagonista nel film As You Are, a cui fa seguito un secondo ruolo da protagonista l'anno successivo nel film Super Dark Crimes. Negli anni successivi figura nel cast principale di film come La diseducazione di Cameron Post e X, oltre ad apparire in 30 episodi della serie TV Crank Yankers.

## Filmografia

### Cinema
- The Imposter, regia di Chris Nuñez - cortometraggio (2006)
- 28 Weeks Later: Saturday Afternoon, regia di Kaethe Fine - cortometraggio (2007)
- White Lightnin', regia di Dominic Murphy (2009)
- Bitter Feast, regia di Joe Maggio (2010)
- Conviction, regia di Tony Goldwyn (2010)
- My Name Is Your First Love, regia di Rob Richert - cortometraggio (2011)
- Noi siamo infinito (The Perks of Being a Wallflower), regia di Stephen Chbosky (2012) Non accreditato
- Very Good Girls, regia di Naomi Foner (2013)
- Riding Shotgun, regia di Jack Fessenden - cortometraggio (2013)
- Jonathan's Chest, regia di Christopher Radcliff - cortometraggio (2014)
- Bootlegger's Picnic, regia di Will Cart - cortometraggio (2014)
- Pills, regia di Craig Zobel - cortometraggio (2014)
- Stay Awake, regia di Jamie Sisley - cortometraggio (2015)
- As You Are, regia di Miles Joris-Peyrafitte (2016)
- Collective: Unconscious, regia di registi vari (2016)
- Dinner with Jeffrey, regia di Sam Greisman - cortometraggio (2016)
- The Hudson Tribes, regia di John Marco Lopez (2016)
- Super Dark Times, regia di Kevin Phillips (2017)
- The Strange Ones, regia di Christopher Radcliff e Lauren Wolkstein (2017)
- Blame, regia di Quinn Shephard (2017)
- Nancy, regia di Christina Choe (2018)
- La diseducazione di Cameron Post (The Miseducation of Cameron Post), regia di Desiree Akhavan (2018)
- Whipped, regia di Andrew Wonder - cortometraggio (2019)
- Depraved, regia di Larry Fessenden (2019)
- Above the Shadows, regia di Claudia Myers (2019)
- Safe Space, regia di Annabelle Attanasio - cortometraggio (2019)
- Josie & Jack, regia di Sarah Lancaster (2019)
- My Heart Can't Beat Unless You Tell It To, regia di Jonathan Cuartas (2020)
- Body Brokers, regia di John Swab (2021)
- X: A Sexy Horror Story (X), regia di Ti West (2022)
- Candy Land, regia di John Swab (2022)

### Televisione
- Law & Order - Unità vittime speciali (Law & Order: Special Victims Unit) – serie TV, 1 episodio (2008)
- Boardwalk Empire: L'impero del crimine (Boardwalk Empire) – serie TV, 4 episodi (2013)
- Alpha House – serie TV, 3 episodi (2013-2014)
- The Following – serie TV, 1 episodio (2014)
- The Americans – serie TV, 6 episodi (2014)
- Believe – serie TV, 3 episodi (2014)
- Bull – serie TV, 1 episodio (2016)
- Crank Yankers – serie TV, 30 episodi (2019-2021)

## Doppiatori italiani
Nelle versioni in italiano dei suoi film, Owen Campbell è stato doppiato da:
- Gabriele Patriarca in X: A Sexy Horror Story
- Stefano Broccoletti in La diseducazione di Cameron Post